# Vižinada
Vižinada (en italien : Visinada) est un village et une municipalité située dans le comitat d'Istrie, en Croatie. Au recensement de 2001, la municipalité comptait 1 137 habitants, dont 73,09 % de Croates et 10,20 % d'Italiens et le village seul comptait 276 habitants.

## Localités
La municipalité de Vižinada compte 27 localités :
| - Bajkini - Baldaši - Brig - Bukori - Crklada - Čuki - Danci - Ferenci - Filipi - Grubići - Jadruhi - Lašići - Markovići - Mastelići | - Mekiši kod Vižinade - Nardući - Ohnići - Piškovica - Staniši - Trombal - Velići - Vižinada (Visinada) - Vranići kod Vižinade - Vranje Selo - Vrbani - Vrh Lašići - Žudetići |